# 1876
1876 (MDCCCLXXVI) je bilo prestopno leto, ki se je po gregorijanskem koledarju začelo na soboto, po 12 dni počasnejšem julijanskem koledarju pa na četrtek.

## Dogodki
- Izhaja prekmursko-madžarska slovnica Imreta Augustiča Návuk vogrszkoga jezika.
- 1. avgust - Kolorado se priključi ZDA.
- 10. marec - prvi telefonski klic med Alexandrom Grahamom Bellom in njegovim pomočnikom Thomasom Watsonom

## Rojstva
- 19. januar - Dragotin Kette, slovenski pesnik († 1899)
- 12. februar - Thubten Gyatso, trinajsti dalajlama († 1933)
- 4. marec - Léon-Paul Fargue, francoski pesnik, esejist († 1947)
- 23. marec - Ziya Gökalp, turški nacionalist in sociolog († 1924)
- 27. april - Irma Sèthe, belgijska violinistka  († 1958)
- 29. april - Zavditu, etiopska nigiste negasti († 1930)
- 10. maj - Ivan Cankar, slovenski pisatelj, esejist, dramatik in pesnik († 1918)
- 11. junij - Alfred Louis Kroeber, ameriški antropolog in arheolog († 1960)
- 7. avgust - John August Anderson, ameriški astronom († 1959)
- 15. december - Martin Wutte, avstrijski nacionalistični zgodovinar († 1948)
- 20. december - Walter Sydney Adams, ameriški astronom († 1956)

## Smrti
- 19. marec - Anna Baumbach, slovenska farmacevtka (* 1776)
- 27. junij - Harriet Martineau, angleška sociologinja, ekonomistka in filozofinja (* 1802)
- 1. julij - Mihail Aleksandrovič Bakunin, ruski anarhist (po julijanskem koledarju umrl 19. junija) (* 1814)